# Новоникольское (Мордовия)
Новоникольское — село, центр сельской администрации в Ельниковском районе Мордовии.

## География
Расположено на р. Уркат, в 17 км от районного центра и 103 км от железнодорожной станции Ковылкино.

## История
Название культового происхождения — Никольская церковь (1872).
В «Списке населённых мест Пензенской губернии» (1869) Новоникольское — село удельное из 180 дворов (1133 чел.) Краснослободского уезда.
По переписи 1913 г., в Новоникольском было 450 дворов (2812 чел.); земская школа, пожарная машина, её км ветряная мельница, 3 маслобойки и просодранки, шерсточесалка, овчинное и 2 торговых заведения, 2 кузницы, кирпичный сарай, винная лавка. В 1933 году в селе насчитывалось 388 хозяйств (2093 чел.).
В начале 1930-х гг. был образован колхоз «Памяти коммунаров», с 1950 г. — «Большевик», «Искра», «XVIII партсъезд», с 1996 г. — СХПК «Борьба». В современном селе — основная школа, библиотека, клуб, магазин, медпункт, отделение связи; Рождество-Богородицкая церковь (1914).

## Население
| 2002 | 2010 |
| ---- | ---- |
| 287  | ↘163 |

Национальный состав
Согласно результатам Всероссийской переписи населения 2002 года, в национальной структуре населения русские составляли 99 %.

## Источник
- Энциклопедия Мордовия, М. Е. Митрофанова.